# Zac
Thiago Zacchi (Chapecó, 27 de fevereiro de 1987), conhecido profissionalmente como ZAC, é um DJ (Disc Jockey) e produtor brasileiro de música eletrônica. O seu reconhecimento atual se deve por ser um dos principais DJs dentro do estilo house progressivo da américa do sul. O remix lançado em 2020 ‘‘Make It Better’’, do qual é produtor, pela Sony Music possui mais de 5 milhões de plays no Spotify. O catarinense é também criador do movimento Fluxo. Fluxo, comprende uma escola de produção musical, discotecagem e gravadora, que tem como intuito descobrir novos talentos. 
Em 2022, tornou-se oficialmente DJ residente do Warung Beach Club, um dos mais renomados clubes de música eletrônica do mundo.
No final de janeiro de 2023 foi anunciado (por meio da votação popular) o DJ alternativo número 1 no ranking da Top House Mag DJs Brasil 2022. Apesar de ser uma categoria para artistas conceituais ou da cena underground, os números de ZAC foram equiparáveis a artistas comerciais, tanto é que figurou na 8ª posição do ranking geral, ficando à frente de gigantes da cena chamada de mainstream.
Atualmente Thiago Zacchi (ZAC) é agenciado pela Alliance Artists, uma das mais conceituadas agências do Brasil e vive na cidade de Itapema, no litoral norte de Santa Catarina, região que é um polo da dance music brasileira.

## Primeiros Anos
Thiago Zacchi nasceu em Chapecó, uma cidade importante no Oeste do estado de Santa Catarina, no sul do Brasil. Filho de pais professores de escola pública, Thiago aprendeu na infância a tocar violão na Igreja, dos 6 aos 9 anos. Na adolescência passou a ouvir bandas de rock music como Queen, Guns N’ Roses, Metálica e Raimundos, além de outras com influências progressivas e eletrônicas como Pink Floyd e The Prodigy. Na virada do século passou a frequentar a danceteria local da cidade (República), onde teve o primeiro contato visual com a figura de um DJ (Wilian). Em 2003, entrou para a faculdade de administração na Unochapecó e começou a tomar interesse por assumir o comando sonoro das festas da sua turma.

## Período do El Baile
Na metade de 2006 Thiago Zacchi passa a experimentar um projeto DJ e instrumento ao vivo ao lado de Fabricio Parizotto. O nome EL BAILE surge dentro da faculdade por acaso. Já no ano seguinte, começam a se apresentar na região do estado de Santa Catarina. Mais tarde o duo se torna um dos mais aclamados do país. Em 2012, passam a produzir as próprias músicas misturando house music com acordeão. Seu trabalho chama atenção de grandes gravadoras como Sony e Universal Music. Durante os 10 anos de projeto, Thiago e Fabricio se apresentaram em eventos variados, desde feiras até eventos públicos para prefeituras, beach clubs e festivais de música. Passaram por agências como DJ.COM de Curitiba e Hypno. Faixas como ‘‘Feelings feat James TY’’, pela Universal Music, já no final do projeto, alcançou mais de 615 mil plays no Spotify.
No final de 2017, o projeto estava sendo direcionado pelas grandes gravadoras (Universal Music) para sair do eletrônico puro e incorporar o Raggaeton, estilo que iria explodir nos anos seguintes. Zacchi contesta essa nova versão da dupla e resolve se afastar. O projeto ainda possuía compromissos para lançar dois singles em 2018, ‘‘Hasta Que Se Vá’’ e ‘‘Dangerous Games’’, que foram cumpridos. Zacchi resolve se afastar com intuito de ajudar a cuidar do Club Amazon, que estava em seu melhor momento. Automaticamente, o artista passou a se reconectar com sons conceituais, seu gosto verdadeiro em particular o house progressivo.
Principais Singles
- We Own The Night (2016, Sony Music)
- Close Your Eyes (2016, Sony Music)
- Feelings feat James TY (2017, Universal Music)
- Hasta Que Se Vá (2018, Universal Music)[10]
- Dangerous Games feat Elle Vee (2018, Universal Music)[11]

EP
- Chopper (2013, Santos Music), remix DJ PP

## Período do Pimpo & Zacchi
Antes mesmo de encerrar o projeto El Baile, Zacchi passou a trabalhar no estúdio junto do produtor gaúcho Pimpo Gama. Os dois resolveram somar os seus nomes e chamaram a atenção do belga Kolombo. Já em 2015 saiu a faixa ‘‘Go’’, que obteve ótima aceitação dentro da cena deep house nacional. Outra faixa que elevou o nome do duo foi ‘‘Open Your Eyes’’, usando um vocal de Bob Marley. Ainda em 2015 a dupla entrou para o casting da Entourage, uma das maiores agencias do país e começaram a fazer shows back to back passando por festivais como Planeta Atlântida, Creamfields Floripa e Kaballah e D-edge em São Paulo. Pimpo & Zacchi tiveream músicas constantemente tocadas por vários grandes nomes, como a lenda inglesa Pete Tong, Vintage Culture, Loulou Players e Fran Bortolossi. O fim da parceria ocorreu por Pimpo buscar voltar a sua carreira mais para engenharia de áudio do que a cansativa rotina de viagens na linha de frente.
Principais Singles
- Pimpo Gama & Zacchi – Go (2015, Loulou Records)[14]
- Pimpo Gama & Zacchi – Origins (2017, Loulou Records)
- Pimpo Gama & Zacchi – Open Your Eyes feat Bob Marley (2017, sem lançamento)

Remixes
- Robert Babicz – All The Things Around, Pimpo & Zacchi remix (2016, Big Fella Happy compilaçao)

## Carreira
Enquanto estudava administração, Thiago passou a tocar como DJ regularmente em bares, hotéis e eventos privados para ter um segundo emprego. Nesse período começa a frequentar com amigos o Warung Beach Club no litoral do estado de Santa Catarina.
Na metade de 2006, começa por acaso a fazer experimentos ao vivo junto de Fabricio Parizotto, musico com larga experiência em shows com gaita. O projeto funciona harmonicamente bem e o duo assume o nome El Baile. Rapidamente eles começam a se apresentar no litoral e em todo o país como um dos projetos mais originais da cena brasileira. A inspiração de aliar DJ com instrumento ao vivo veio da influencia da dupla lendária Leozinho & Parcionik.
Em setembro de 2009, junto com sócios (Ivandro Sales, Mauricio Bertolini, Elio Fernandes Jr, Sidervan Mascarello) Zacchi inicia uma revolução na cena eletrônica de Chapecó ao inaugurar o club Amazon. Construído em madeira, uma clara referência ao Warung Beach em Itajaí. Nesse momento ele também começa sua primeira residência oficial. O club foi fundamental nesse período de sua carreira, pois em meio aos shows pelo país com EL BAILE, o local lhe proporcionou a oportunidade tocar um som diferente e conceitual, fazendo warm-up por vários anos para grandes nomes nacionais e alguns ícones do house progressivo como como Sasha, Nick Warren e Hernan Cattaneo no aniversário de 8 anos casa.
Nesse momento, ele volta ao estúdio e produz as faixas ‘‘Lost’’ e logo em seguida "Capoieira’’ já sob o novo alter ego ZAC. A abreviação de seu nome se da por uma forma fonética mais simples de escrever e falar, percepção que mais tarde se confirmaria. O sucesso de um artista inicia por um nome marcante.
Durante 2018, após fazer um warm-up, ZAC recebe apadrinhamento do DJ e produtor alemão D-nox. Os conselhos no estúdio levam até a produção em parceria com Gabriel Carminatti da faixa ‘‘Cristal’’, recebendo suporte de Hernan Cattaneo no Warung Beach Club, além de um convite para remixar a faixa ‘‘Tripod’’ de Fat Sushi, suportada fortemente por D-nox.
Nesse período, através da agência 4fly do Rio de Janeiro ele passa a receber convites para tocar em eventos de expressão como Universo Parallelo. Suas ótimas atuações no sul do Brasil, principalmente no templo (Warung), somado a leitura de pista apurada rendem o convite para entrar para a gigante Alliance Agency no final de 2018.
Em 2019, ZAC produz a faixa ‘‘Ritual’’ em colaboração com Andre Gazolla, onde novamente recebe suporte de Hernan Cattaneo, passando a chamar atenção dos argentinos.
Em abril, ZAC remixa junto de D-nox a faixa ‘‘Life on the Moon’’ de Juan Deminicis, um dos principais produtores de house progressivo do momento, pela Proton Music.
Ainda em 2019, a faixa totalmente autoral intitulada ‘‘Arppyrei’’ chama atenção de outros lados da cena, mais voltada ao Indie Dance e Techno. Essa música foi pensada para quebrar barreiras e levar seu nome para cases de artistas variados, saindo um pouco do house progressivo, estilo que mais estava lançando.
ZAC fecha 2019 remixando a referência Italiana Giorgia Angiuli para a faixa ‘‘You Shine’’, pelo Warung Recordings, levando seu nome para toda a Europa.
Em fevereiro de 2020, ZAC remixa a faixa ‘‘Make It Better’’ (de Maxximal, Ashibah e Dashdot) juntamente com Bakka, uma de suas descobertas e que mais tarde seria aluno referência da comunidade de produção musical Fluxo. ‘‘Make it Better’’ – alcançou mais de 5 milhões de plays no Spotify, onde o remix abraçou o lado Melodic House & Techno, estilo que ZAC se tornaria referência nacional mais tarde em termos de produção.
Com a pandemia, ZAC passa por uma fase de imersão no estúdio pela primeira vez em 15 anos de carreira. Para se manter ativo, ele começa a dar aulas gratuitas de produção musical convidando seus seguidores a avanços de conhecimento dentro do difícil momento de lockdown global. Esse movimento seria um dos mais importantes de sua carreira. Seu nome passa a circular na mídia e nos bastidores devido a sua habilidade em ensinar. Sua natural fala de professor, herdada dos pais, se mostraria um de seus pontos fortes para transformar a pandemia em algo positivo e propositivo em sua carreira. A ideia era continuar abastecendo os produtores com músicas para a rotineiras lives no Facebook e YouTube.
Em novembro de 2020 sai outra parceria com Bakka, intitulada ‘‘Distortion’’ (Sprout Label) também dentro do Melodic House & Techno, recebendo suporte de expoentes como Solomun, John Digweed e Joris Voorn.
Nesse período ele resolve criar o movimento Fluxo, uma comunidade para ensinar produção musical através de vídeo aulas ao vivo e troca de conhecimento entre os participantes.
Em 2021 sai a faixa ‘‘Kosmos’’ junto de Circle Of Life pela Movement Records, faixa voltando para o house progressivo e que até hoje é o seu trabalho mais vendido no beatport. Nesse período ele estreita relações com o staff do Warung Beach Club através da sugestão de uma escola de DJs promovida pelo club, utilizando a força da marca para atrair e descobrir novos nomes. Assim surgiu o Warung School.
Com a reabertura dos eventos em outubro de 2021, devido a seu intenso volume de produções durante o período de baixa e da sua exposição como produtor, ZAC automaticamente passa a ser um dos artistas mais requisitados do país. Poucos nomes conseguiram sair maiores do que entraram na pandemia. ZAC soube aproveitar muito bem para acelerar diversos passos em sua carreira. Nesse momento ZAC passa a ser nome constante na composição dos lines-ups do Warung Beach Club, sendo quase sempre o nome de transição entre o warm-up e o artista principal. Uma curiosidade, apesar de toda a mídia e fãs o considerarem residente do templo, ele nunca havia sido anunciado oficialmente pelo club – fato que vem a ocorrer no final de 2022.
Em janeiro de 2022, após apresentações que lhe renderam muitos elogios, os sócios do club Laroc, um dos mais renomados do país, convidam ZAC para ser residente. Ele passa a abrir shows de peso e fechar a pista para grandes públicos.
Os constantes suportes recebidos de Hernan Cattaneo, junto de ótimos sets no Warung Beach Club, levam seu nome a ser convocado para o primeiro show internacional na Argentina. Sua relação com o público hermano passa a se estreitar. Ele também começa a apresentar-se com frequência no Chile.
Em abril de 2022, ele se apresenta pela primeira vez no Warung Day Festival, recebendo o horário do sunset, um dos mais belos do festival na famosa Pedreira Paulo Lemiski de Curitiba.
Em julho de 2022 sai ‘‘Innerside’’ junto de PACS, um dos produtores mais talentosos da comunidade Fluxo. Faixa pela Purified Records, um progressive house extremamente carregado de energia, ideal para grandes pistas. A faixa recebeu suporte de Tale Of Us.
Em setembro 2022, ele alcança a oportunidade de tocar no principal festival do Brasil, o Rock In Rio. Tocando na pista eletrônica do evento para mais de 20 mil pessoas. No mesmo final de semana, ele fecha a pista após Adriatique de uma das festas mais aclamadas do Rio Grande do Sul, a Colours em Caxias do Sul.
No final de janeiro de 2023 foi anunciado (por meio da votação popular) DJ top #1 artístico alternativo no Top House Mag DJs Brasil 2022. Apesar de ser uma categoria para artistas conceituais ou da cena underground, os números de ZAC foram equiparáveis a artistas comerciais, tanto é que figurou na 8ª posição do ranking geral, ficando à frente de gigantes da cena chamada de mainstream.
Entre 2017 até o momento, ZAC já lançou mais de 130 músicas entre remixes, colaborações e trabalhos autorais. Algo que demonstra sua intensidade em relação a produção musical.

## Fluxo & Warung School & Gravadora
Logo após o inicio da pandemia, ZAC resolve mergulhar no estúdio e passa a estreitar relações com diversos produtores nacionais. Vendo um enorme vácuo de carência por conteúdos ao vivo para iniciantes, ele resolve criar o movimento Fluxo. Uma comunidade para ensinar produção musical através de vídeo aulas ao vivo e troca de conhecimento entre os participantes. A ideia central gira em torno de colaboração para gerar evolução, uma verdade muito presente na dissolução do covid-19. Fluxo naturalmente vira o nome de sua primeira gravadora, pensada para dar voz de forma oficial a diversos novos produtores que sua escola começou a lançar, entre eles Pacs, Urannia, Gugga, Riko, Mairom Camara, Dani Ebner.
No início de 2021, ZAC sugere ao Staff do Warung o projeto e uma escola de DJs. O Warung School surgiu como uma forma de ajudar os DJs residentes do club, além de descobrir novos talentos. Nomes como Gustavo Rassi, Gabriela Almeida, Leo Janeiro, Eli Iwasa e Blancah foram os pilares do projeto, porém todos os residentes participaram convidando outros artistas para falar sobre carreira, passando a ministrar aulas sobre marketing, dicas de como gerir a carreira, produção musical, posicionamento de pista e redes sociais. A escola foi um enorme sucesso, com mais de 500 alunos e com intuito de ajudar no processo de renovação na cena nacional. Desse movimento saíram nomes como Scabeni, Mairon Camara, Gugga, Keli Moreira, Uton, Mariz e Dani Ebner.

## Discografía

#### EPs
- ZAC - Astronomy, Moonlight (2018, House Mag Records)
- ZAC & Gabriel Carminatti – Crystal, Perfect In Spirit, Exosphere (2018, Beat Boutique Records)
- ZAC – Capoeira (2018, Pyramid Waves Records)
- ZAC & DJ Glen – Reverterio, Storm (2018, Pyramid Records)
- ZAC & Gabriel Carminatti – Rutile, Give Me Your Arp (2018, Beat Boutique Records)
- ZAC & Andre Gazolla – Ritual, Tripod remix (2019, Sprout Records)
- ZAC & Kriptus – Veneno, Alma, Atemporal (2019, TRAxART Records)
- ZAC & Who Else – Vudu, Detox (2019, Dear Deer Black Records)
- ZAC & Bakka – Distortion, Red Star, El Fabuloso Mundo de Hans (2019, Sprout Records)
- ZAC & Who Else – Renegade Explorer, Lightness (2019, Dear Deer White Records)
- ZAC – Spartan, Reyve, Vyrus (2019, Elevation Records)
- ZAC & Who Else – Odyssey, Game of Love (2020, Sprout Records)
- ZAC & Bakka – Tiva, La Culebra (2020, Eklektisch Records)
- ZAC & Bakka – Blossom, Whispers (2021, Bunny Tiger Dubs Records)
- ZAC & Who Else & PACS – Hera, Hades (2021, ZED Music Records)
- ZAC & Bakka – Illimani, Strobe, Rushing (2021, Fluxo Records)
- ZAC & Zagitar – Access, Hühnerhaus (2021, Ekleltisch Records)
- ZAC & Antdot – Phoenix [Extended], Ghandiez (2021, Braslive Records)
- ZAC & Circle of Life – Kosmos, New Moon (2021, Movement Records)
- ZAC & Meca & Bakka & Eleonora & Silver Panda – Carahy, Outer Space feat Eleonora (2022, Fluxo Records)
- ZAC & Tomy Wahl – Flush, Ayra (2022, Fluxo Records)

#### Singles
- ZAC & Jean Bacarreza - Blow U Out (2018, Loulou Records)
- ZAC - Come Back (2018, The Music Drop Records)
- ZAC – Electronic (2018, Nothing But Records)
- ZAC – One More Time (2018, Natura Viva Records)
- ZAC & Korvo – Crusade (2018, Kaligo Records)
- ZAC – Cobra (2018, Warung Recordings)
- ZAC & Ariel Merisio – Summertime (2018, Phouse Tracks Records)
- ZAC – Hold On (2018, Beat Boutique Records)
- ZAC – Juego Mortal (2019, Beat Boutique Records)
- ZAC & Foletto & Sandsnake – Summoning The Tribe (2019, Chords of Life Records)
- ZAC – Fight On (2019, The Music Drop)
- ZAC – Arppyrei (2019, Elevation Records)
- ZAC – Aquiles (2019, Infusion Brazil Records)
- ZAC – Addicted (2019, Valiant Horizon Records)
- ZAC & Vallent & Korvo – Voodoo (2019, Chords of Life Records)
- ZAC & Foletto – No Worries (2019, Proton Music)
- ZAC & Ashibah & Bakka – Free Falling (2019, Kittball Records)
- ZAC & Who Else – Lunar (2019, Kaligo Records)
- ZAC – Tu Forma De Ser (2020, Freshtunes Records)
- ZAC – Memoriez (2020, Fluxo Records)
- ZAC & Who Else – Renegade Explorer (2020, Dear Deer Records)
- AC & D-Nox – Fusion (2020, Einmusika Records)
- ZAC & Bakka – Ultragain (2020, Prototype Records)
- ZAC & Who Else – Untold Story (2020, Eleatics Records)
- ZAC – Areia [Extended] (2020, Fluxo Records)
- ZAC & Gabriel Carminati – Terra (2020, Soundscape Records)
- ZAC & Victor Arruda & Antonio Farhy – Kango (2020, Fluxo Records)
- ZAC & LENN V – Seventh Street (2021, Warung Recordings)[25]
- ZAC & Who Else – Kayak (2021, Freegrant Music, FGComps Records)
- ZAC & Bakka – Jakal (2021, Nativo Records)
- ZAC & Bakka – Whispers (2021, Bunny Tiger Records)
- ZAC & Skapi – Impulse (2022, Fluxo Records)
- ZAC & Gaitha – Horus (2022, Freegrant Records)
- ZAC & Pacs – The Innerside Entended (2022, Purified Records)[19]
- ZAC – Keep on Fallin’ (2022, Fluxo Records)

#### Remixes
- DJ Zombi - Crypto Maniacs (2018, Beat Boutique Records)
- Pedrada – Stylactique (2018, Samambaia Records)
- David Forbes, Hal Stucker – Stars (2018, Pure Progressive Records)
- Puka – Teus Olhos (2018, Order Records)
- Fat Sushi – Tripod (2018, Sprout Records)
- Juan Deminicis – Life on The Moon [D-Nox & ZAC], (2019, Proton Music Records)
- Giordia Angiuli – You Shine (2019, Warung Recordings)
- Lemon8 – A Better Place [D-Nox & ZAC] (2019, Soundteller Records)
- Maxximal & Ashibah & Dash Dot – Make It Better [ZAC & Bakka] (2020, Sony Music Entertainemant Records)
- Unkle Bob – Satellite [Padox & ZAC] (2021, Fluxo Records)[26]
- Fuscarini – She’s Mad [ZAC & Pacs] (2021, Fluxo Records)
- Jukka – Life Stages [ZAC & Pacs] (2021, Fluxo Records)
- MING & Danielle Parente & Antdot – Under the Stars [ZAC & Skapi Extended] (2021, Braslive Records)[22][27]